# Lysiphlebus marismortui
Lysiphlebus marismortui is een insect dat behoort tot de orde vliesvleugeligen (Hymenoptera) en de familie van de schildwespen (Braconidae). De wetenschappelijke naam van de soort werd voor het eerst geldig gepubliceerd door Mescheloff & Rosen in 1989.